# Dendropanax hoi
Dendropanax hoi är en araliaväxtart som beskrevs av C.B.Shang. Dendropanax hoi ingår i släktet Dendropanax och familjen Araliaceae. Inga underarter finns listade.